# Stonewall Inn

Plànol del bar el 1969.

Stonewall Inn és un bar LGBT, recordat per ser allí on van començar els famosos disturbis de 1969, que van significar el començament del moviment d'alliberament gai als Estats Units. Està situat en el 53 de Christopher Street, Greenwich Village, Nova York. Els disturbis de Stonewall són considerats com un dels fets més importants del moviment pels drets civils de lesbianes, gais, bisexuals i transsexuals.
Cada any durant la marxa de l'orgull la multitud acudeix a Stonewall per recordar la història. Recentment Dominick DeSimone, l'actual propietari, va ampliar el local i va construir el Stonewall Bistro. Al juny de 1999, el bar Stonewall Inn va ser inclòs en el Registre Nacional de Llocs Històrics dels Estats Units per la seva significació històrica a la història LGTB.
El 24 de juny de 2016, el president Barack Obama va declarar aquest lloc com a Monument Nacional.